# Diễm Liên
Diễm Liên (Đà Lạt, 17 de diciembre de 1971) es una cantante y actriz vietnamita.

## Biografía
Diễm Liên nació en el año 1971, perteneciente  una familia de cinco hermanas, donde todas SUS HERMANAS, incluyendo a su madre, le llamaban Liên. La única diferencia es su segundo nombre.
Como era una niña, Diem Liên se dedicó a la música. A menudo que cantaba en las reuniones de su  escuela y en clubes nocturnos. Su padre fue un soldado del Ejército de Vietnam del Sur que trató de contener la infantería de Vietnam del Norte para evitar la caída de Vietnam del Sur. Su familia salió de Vietnam del Sur durante la caída de Saigón.

## Tour
Diễm Liên a menudo realiza gira que lleva a cabo. Su muestra, principalmente, de paradas alrededor de California, en especial el área de la bahía. San José es uno de sus lugares favoritos para estar en su evento, a menudo se canta una vez al mes en clubes locales y se queda con uno de sus mejores amigos como Kimberly Nguyen.

## Filmografía
| Año  | Película              |
| ---- | --------------------- |
| 2007 | Journey From the Fall |